# Nihon Karate Shōtō Remmei
Die Nihon Karate Shōtō Remmei (jap. 日本空手松涛連盟, offiziell engl. Japan Karate Shoto Federation, auch: Japan Karate Shotorenmei, kurz: JKS) ist ein japanischer Verband für das Karate im Shōtōkan-Stil. Er wurde 2000 von Tetsuhiko Asai nach dem Verlust des Gerichtsverfahrens um die rechtliche Nachfolge in der Japan Karate Association gegründet. Die JKS ist Mitglied der Japan Karatedō Federation und damit der World Karate Federation.

## Geschichte
Die JKS wurde als Nihon Karate Shōtōkai (jap. 日本空手松涛会, engl. Japan Karate Shotokai) 2000 von Tetsuhiko Asai gegründet, da die langjährige gerichtliche Auseinandersetzung um die Nachfolge in der JKA nach dem Tod von Nakayama Masatoshi 1999 zu Ungunsten der Gruppe um Asai entschieden wurde. Asai übernahm die Position des Technischen Direktors. Mit dem Namen gab es aber rechtliche Probleme, so dass er in das noch heute gebräuchliche Japan Karate Shōtōrenmei geändert wurde.
Der Tod von Asai im Jahr 2006 stellte den noch jungen Verband vor einige Problemen (Nachfolge etc.), die mittlerweile als gelöst betrachtet werden können. 2007 wurde Masao Kagawa (9. Dan) als Nachfolger für die Position des Technischen Direktors bestimmt.

## Aktivitäten
Die JKS widmet sich insbesondere der lebenslangen Praxis des Karate (jap. 生涯空手, shōgai karate) zur Erhaltung der körperlichen und geistigen Gesundheit. Dies spiegelt sich auch im Rollstuhlkarate wider, welches von Asai entwickelt wurde und in der JKS gefördert und praktiziert wird.
Man versucht, das Karate weiterzuentwickeln durch die Verbreitung der von Asai geschaffenen Kata und der Schaffung neuer Methoden und Techniken, die sich zum Teil stark von denen im traditionelleren Shōtōkan unterscheiden.
Auch sportlich ist die JKS erfolgreich, mit Erfolgen auf nationalen und internationalen Turnieren. Dieser Erfolg spiegelt sich auch in der Tatsache, dass Masao Kagawa derzeit als japanischer Nationaltrainer der Japan Karatedō Federation fungiert. Des Weiteren stellt die JKS Mitglieder der japanischen Nationalmannschaft.
Die JKS betreibt auch ein Programm zur Ausbildung von Instruktoren, das auch erstmals eine Frau erfolgreich abgeschlossen hat.